# Contarinia johnsoni
Contarinia johnsoni är en tvåvingeart som beskrevs av Ephraim Porter Felt 1909. Contarinia johnsoni ingår i släktet Contarinia och familjen gallmyggor. Inga underarter finns listade i Catalogue of Life.